# Shaoyun
Shaoyun (kinesiska: 少云) är en köping i sydvästra Kina. Den ligger i stadsdistriktet Tongliang i storstadsområdet Chongqing, omkring 74 kilometer nordväst om det centrala stadsdistriktet Yuzhong. Antalet invånare är 19 174. Befolkningen består av 9 668 kvinnor och 9 506 män. Barn under 15 år utgör 18,0 %, vuxna 15-64 år 62 %, och äldre över 65 år 18,0 %.